# Sajjan
Sajjan (arab. ‏سيان‎, Sayyān) – miejscowość w zachodnim Jemenie, w muhafazie Sana, na południowy zachód od stolicy kraju Sany.
Miasto jest położone na wysokości ok. 2500 m n.p.m.. W 2004 roku liczyło ono 1656 mieszkańców.
Podobnie jak w wielu innych obszarach zachodniego Jemenu, miejscowość została zelektryfikowana pod koniec lat 80. i na początku lat 90. XX wieku. Infrastrukturę techniczną ułożyły szwedzka firma Transelectric i Jemen General Electricity Corporation (YAR).